# Allsvenskan i handboll för damer 1971/1972
Allsvenskan i handboll för damer 1971/1972 vanns av Kvinnliga IK Sport, som vann grundserien, samma säsong som Sverige fick en landsomfattande högstadivision i handboll på damsidan. Kvinnliga IK Sport blev även svenska mästarinnor, genom att finalbesegra Gimonäs CK med 16-5. SM-finalen spelades mellan vinnaren av Division I (Allsvenskan) och segraren i kvalet mellan de två första lagen ur de tre Norrlandsgrupperna.

## Sluttabell

### Grundserien
| Nr | Lag                                          | Matcher | Vinst | Oavgjort | Förlust | Målskillnad | Poäng |
| -- | -------------------------------------------- | ------- | ----- | -------- | ------- | ----------- | ----- |
| 1  | Kvinnliga IK Sport                           | 14      | 13    | 0        | 1       | 155-95      | 26    |
| 2  | Borlänge HK                                  | 14      | 11    | 1        | 2       | 158-104     | 23    |
| 3  | IFK Nyköping                                 | 14      | 7     | 2        | 5       | 112-116     | 16    |
| 4  | IFK Karlskrona                               | 14      | 6     | 2        | 6       | 147-150     | 14    |
| 5  | HK Linne                                     | 14      | 5     | 2        | 7       | 110-117     | 12    |
| 6  | Stockholmspolisens IF (Kvinnliga SK Artemis) | 14      | 3     | 4        | 7       | 108-117     | 10    |
| 7  | IF Skade                                     | 14      | 3     | 1        | 10      | 112-145     | 7     |
| 8  | BK Randi                                     | 14      | 1     | 2        | 11      | 85-143      | 4     |

## SM-final
- ? 1972: Kvinnliga IK Sport-Gimonäs CK 15-7

- Kvinnliga IK Sport svenska mästarinnor.

### Fotnoter
1. ↑  Therese Bringefors. ”Handbollens historia”. Svenska handbollsförbundet. https://svenskhandboll.se/om-svensk-handboll/handbollens-historia. Läst 22 juni 2023.